# خالد عبد الله السبتي
خالد بن عبد الله السبتي، رئيس مجلس إدارة هيئة تقويم التعليم والتدريب في السعودية منذ عام 2021م، ومستشار في الأمانة العامة لمجلس الوزراء السعودي بمرتبة وزير. ويشغل حاليًا عضوية عدد من المجالس واللجان، منها مجلس شؤون الجامعات السعودي، وبرنامج بناء القدرات البشرية أحد برامج رؤية السعودية 2030، ومجلس إدارة مدارس مسك، ومجلس أمناء جامعة الملك عبدالله للعلوم والتقنية، ومجلس أمناء جامعة نايف العربية للعلوم الأمنية، وهيئة جائزة الملك فيصل.
وخلال مسيرته العملية، تولى الدكتور خالد السبتي عدة مناصب منها: محافظًا للهيئة الوطنية للأمن السيبراني، ووزيرًا للتعليم العالي (وزارة التعليم حاليًا) وذلك عام 2014م، ونائبًا لوزير التربية والتعليم بمرتبة وزير، وعضوًا في مجلس الشورى السعودي، إلى جانب عضوية عدد من المجالس ورئاسة لجان حكومية وخاصة وخيرية.

## تعليمه
حصل السبتي على شهادة البكالوريوس في علوم الحاسب من جامعة الملك سعود مع مرتبة الشرف الأولى في عام 1991م، إضافة إلى حصوله على الدكتوراه والماجستير في علوم الحاسب من جامعة سيركيوز بأمريكا في عامي 1994 و1998م، وعمل مطلع حياته الوظيفية عضوًا في هيئة التدريس في قسم علوم الحاسب الآلي بجامعة الملك سعود.

## حياته العملية
خلال مسيرته التعلمية، عمل الدكتور خالد السبتي مساعد أستاذ في قسم علوم الحاسب في جامعة سيركيوز بأمريكا عام 1994م، واكتسب العديد من الخبرات خلال عمله في بعض الشركات الدولية مثل شركة "نياقراموهاك" عام 1994 بنيويورك، وشركة "أي بي أم" في نيويورك في الولايات المتحدة الأمريكية عام 1996، وشركة هيتاشي أمريكا في عام 1997، إلى جانب عمله في وادي السليكون.
وعلى المستوى التدريبي، حصل السبتي على عدة دورات تدريبية منها، برنامج التطوير السريع للمديرين التنفيذيين بكلية لندن للأعمال، وشارك في برنامج إدارة الشراكات، والاتحادات الإستراتيجية بجامعة إنسياد في فرنسا، كما شارك في برنامج مجالس الإدارة ذات الكفاءة العالية بجامعة "أم أي دي" في سويسرا.

## مناصب تقلدها سابقا
شغل الدكتور خالد السبتي العديد من المناصب وهي: وزير للتعليم العالي، ومحافظ الهيئة الوطنية للأمن السيبراني، ورئيس هيئة تقويم التعليم، ونائبا لوزير التربية والتعليم، ونائبا لوزير التربية والتعليم لتعليم البنين، كما كان عضوًا في مجلس الشورى السعودي، وتولى منصب الأمين العام لمؤسسة الملك عبد العزيز ورجاله للموهبة والإبداع "موهبة".
كما شغل عضوية عدد من المجالس ورئاسة لجان حكومية وخاصة وخيرية، ومن ذلك عضوية مجلس أمناء دارة الملك عبدالعزيز، ومجلس أمناء مؤسسة الملك عبدالعزيز ورجاله للموهبة والإبداع، ومجلس إدارة واحة الملك سلمان للعلوم، وعضويتي لجنتي الاقتصاد والطاقة والشؤون الخارجية في مجلس الشورى، ومجلس إدارة المؤسسة العامة للتدريب التقني والمهني، ومجلس أمناء مؤسسة تكافل الخيرية لطلبة التعليم العام، والمجلس التنفيذي لمكتب التربية العربي لدول الخليج، ومجلس إدارة الشركة السعودية للكهرباء، ومجلس الإدارة في جمعية الحاسبات السعودية.
ومن المناصب التي تقلدها عمله مديرًا عامًا لبرنامج التعاملات الإلكترونية الحكومية (يسر)، حيث قاد تأسيس البرنامج. كما كان مستشاراً لوزير الاتصالات وتقنية المعلومات في مجال تقنية المعلومات، وأدار مشروع الخطة الوطنية الأولى لتقنية المعلومات، وتولى رئاسة مجلس إدارة شركة تطوير التعليم القابضة، ورئاسة مجلس المديرين لشركة الخدمات التعليمية ورئاسة مجلس المديرين لشركة النقل التعليمي، وقد قاد وشارك في تأسيس وتحويل ونمو عدد من الجهات الحكومية والشركات والجهات غير الهادفة للربح، إضافة إلى قيادته ومشاركته في إعداد وتنفيذ العديد من الخطط والبرامج في مجالات مختلفة، كما رأس وشارك في العديد من الوفود الرسمية، وحضر وساهم في عدة مؤتمرات ومنتديات محلية ودولية.

## أوسمه حصل عليها
تقلد خالد السبتي نظير خبراته وقدراته وشاح الملك عبدالعزيز من الطبقة الثانية عام 2021، كما نال وسام الملك عبد العزيز من الدرجة الأولى عام 2004م لتميزه في تطوير الحركة العلمية وحركة البحث العلمي المميز، كما حصل على ميدالية التميز من جامعة الملك سعود في عام 1428هـ، وحصل على براءتي اختراع، في مجال تقنية المعلومات (تعدين البيانات) من مكتب براءات الاختراع الأمريكية عام 1999م، وتشمل هذه الخبرات مجالات تقنية المعلومات بما في ذلك الحكومة الإلكترونية وتعدين البيانات الكبيرة، والتعليم والتدريب، والتطوير والابتكار والإبداع والموهبة، والاقتصاد المعرفي ومجتمع المعرفة، والتخطيط الاستراتيجي، وكذلك قيامه بالشراكة مع بعض زملائه بإعداد كتب علمية في مجالات تعدين البيانات واكتشاف المعارف في الولايات المتحدة الأمريكية، ونشر العديد من الأبحاث العلمية منفرداً ومع آخرين.

## إسهاماته
يمتلك السبتي خبرات عملية عديدة في مجالات متعددة، أبرزها التعليم والابتكار، والإبداع والموهبة والبحث العلمي والتطوير، وتقنية المعلومات والأمن السيبراني، وله خبرة كبيرة في تأسيس ونمو القطاعات والجهات الحكومية والشركات والجهات غير الهادفة للربح، فقد قاد وشارك في إعداد وتنفيذ العديد من الخطط والبرامج في مجالات مختلفة، وكان له دور رئيس في تأسيس الهيئة الوطنية للأمن السيبراني، وإعداد الإستراتيجية الوطنية الأولى للأمن السيبراني، وتأسيس قطاع الأمن السيبراني في المملكة، وغيره من الأعمال التي ساهمت في حصول المملكة العربية السعودية على المركز الثاني عالمياً من بين 193 دولة في المؤشر العالمي للأمن السيبراني الصادر من الاتحاد الدولي للاتصالات التابع للأمم المتحدة في عام 2021. كما كانت له مساهمات كبيرة في تطوير الموهبة والإبداع في السعودية؛ حيث أشرف على إعداد وتنفيذ الخطة الوطنية الأولى للموهبة والإبداع في السعودية، وساهم بشكل كبير في قطاع تقنية المعلومات والحكومة الإلكترونية، حيث أشرف على إعداد الخطة الوطنية التنفيذية الأولى للحكومة الإلكترونية وتأسيس برنامج الحكومية الإلكترونية السعودي (يسر)، وإعداد الخطة الوطنية الأولى لتقنية المعلومات.

## عضويات ومناصب أخرى
● عضو مجلس إدارة الهيئة الوطنية للأمن السيبراني.
● عضو اللجنة الوطنية للتحول الرقمي.
● عضو اللجنة التنفيذية لمجلس ادارة مركز المعلومات الوطني.
● عضو الفريق المشكل لوضع تصور لمبادرة وطنية للابتكار.
● رئيس الفريق الاستشاري لأمن المعلومات.
● نائب رئيس مجلس أمناء جائزة خادم الحرمين الشريفين لتكريم المخترعين والموهوبين.
● عضو مجلس إدارة الشركة السعودية لتقنية المعلومات.
● رئيس مجلس إدارة شركة تطوير التعليم القابضة.
● عضو مجلس إدارة الشركة السعودية للكهرباء.
● رئيس مجلس المديرين لشركة الخدمات التعليمية.
● رئيس مجلس المديرين لشركة النقل التعليمي.
● مدير عام برنامج التعاملات الإلكترونية الحكومية، وزارة الاتصالات وتقنية المعلومات، 1425هـ.
● رئيس اللجنة التوجيهية للخطة التنفيذية الأولى للحكومة الإلكترونية في السعودية.
● رئيس فريق إعداد الخطة الوطنية للاتصالات وتقنية المعلومات، وزارة الاتصالات وتقنية المعلومات، 1426هـ.
● مدير مشروع الخطة الوطنية لتقنية المعلومات، 1422هـ.
● رئيس فريق عمل بلورة الاستراتيجية العربية للاتصالات والمعلومات، مجلس الوزراء العرب للاتصالات والمعلومات، جامعة الدول العربية، 1425هـ.
● عضو، مجلس إدارة، جمعية الحاسبات السعودية، 1421هـ.
● عضو هيئة تدريس، استاذ مساعد، قسم علوم الحاسب، جامعة الملك سعود، الرياض، 1419هـ.
● عضو، مجلس مركز البحوث، كلية علوم الحاسب والمعلومات، جامعة الملك سعود، 1421هـ.
● عضو، مجلس قسم علوم الحاسب، جامعة الملك سعود، 1419هـ.
● مشرف على مركز الحاسب، كلية علوم الحاسب والمعلومات، جامعة الملك سعود، الرياض، 1419هـ.
● باحث في مجال تعدين البيانات واكتشاف المعارف، معمل تقنية المعلومات، شركة هيتاشي، سيلكون فالي، كاليفورنيا، الولايات المتحدة الأمريكية، 1997م.
● باحث في مجال تعدين البيانات واكتشاف المعارف، مركز أبحاث "تي جاي واتسون"، شركة "آي بي ام"، نيويورك، الولايات المتحدة الأمريكية، 1996م.
● مهندس نظم، شركة نياقراموهاك، نيويورك، الولايات المتحدة الأمريكية، 1994م.
● معيد، قسم علوم الحاسب، جامعة الملك سعود، الرياض، 1991م.

## جوائز وميداليات أخرى
● ميدالية جامعة الملك سعود الفضية للتميز في 1428هـ (2007م).
● جائزة سمو الأمير بندر بن سلطان للتفوق العلمي في الولايات المتحدة الأمريكية في 1995م.
● عضوية شرفية في الجمعية الشرفية للطلاب الدوليين في الولايات المتحدة الأمريكية في PHA DETA DELTA، 1994م.
● بعثة للدراسات العليا إلى الولايات المتحدة الأمريكية، جامعة الملك سعود، 1992م.
● مرتبة الشرف الأولى لمرحلة البكالوريوس، جامعة الملك سعود، 1991م.

## براءات اختراع مع آخرين
● Khaled AlSabti et al, Method and Apparatus for Reducing the Computational Requirements of K-Means Data Clustering, United States Patent, No. 5,983,224, November 9, 1999.
● Khaled AlSabti et al, Structure and Method for Efficient Parallel High-Dimensional Similarity Join, United States Patent, No. 5,987,468, November 16, 1999.